# Mucuna stenoplax
Mucuna stenoplax är en ärtväxtart som beskrevs av Wilmot-dear. Mucuna stenoplax ingår i släktet Mucuna och familjen ärtväxter. Inga underarter finns listade i Catalogue of Life.